# Kamaiyah
Kamaiyah, pseudonimo di Kamaiyah Jamesha Johnson (Oakland, 13 marzo 1992), è una rapper e cantante statunitense.

## Biografia
Kamaiyah è stata influenzata da artisti anni '90 che ha ascoltato durante la sua infanzia come le TLC, Missy Elliott e Aaliyah. Il suo singolo di debutto How Does It Feel è stato pubblicato a fine 2015 ed è stato incluso in liste riguardanti i brani migliori dell'anno stilate da Pitchfork e NPR.
A Good Night in the Ghetto, il primo mixtape della rapper, è stato diffuso nel marzo 2016 riscuotendo l'acclamo universale da parte della critica specializzata. Sono stati realizzati video musicali per le tracce Out the Bottle, How Does It Feel, For My Dawg, Fuck It Up, Mo Money Mo Problems, I'm On e Freaky Freaks.
Nel 2016 ha collaborato, insieme a Drake, al singolo Why You Always Hatin? di YG, proveniente dal disco Still Brazy. Nello stesso anno ha aperto i concerti del Fuck Donald Trump Tour di YG, per poi firmare un contratto con la Interscope Records.
Il 13 giugno 2017 è stata inserita nella Freshman Class di XXL. Don't Ever Get It Twisted, un mixtape da lei precedentemente annunciato, era stato rimandato e infine accantonato a causa di problemi legati al campionamento dei brani contenuti e alla casa discografica. Ha quindi autopubblicato un secondo mixtape, Before I Wake.
Ad inizio 2018 Kamaiyah è apparsa in uno spot pubblicitario della Sprite. Successivamente ha lasciato la Interscope Records e la 4Hunnid Records dopo svariati rimandi del suo progetto Something To Ride To. Nel 2020 ha fondato l'etichetta GRND.WRK pubblicando così il terzo mixtape Got it Made.

## Discografia

### Mixtape
- 2017 – A Good Night in the Ghetto
- 2018 – Before I Wake
- 2019 – Got It Made

### Singoli

#### Come artista principale
- 2015 – How Does It Feel
- 2016 – Break You Down
- 2016 – Nxggas
- 2019 – Windows
- 2020 – Set It Up (featuring Trina)

#### Come artista ospite
- 2016 – Why You Always Hatin? (con YG e Drake)
- 2016 – Petty (con E-40)